# Olympisch Handvest

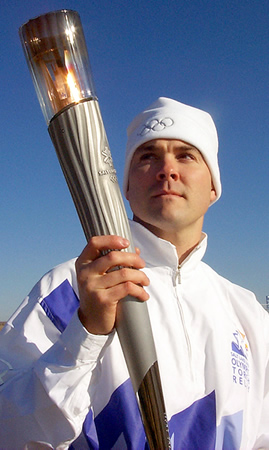
De Olympische vlam

Het Olympisch Handvest, dat voor het laatst op 17 juli 2020 tijdens de 136e IOC-bijeenkomst is bijgewerkt, is een set regels en richtlijnen voor de organisatie van de Olympische Spelen, en voor het besturen van de Olympische Beweging. Het is de door het Internationaal Olympisch Comité (IOC) aangenomen codificatie van de fundamentele principes, regels en verordeningen. Frans en Engels zijn de officiële talen van het Olympisch Handvest. Tijdens de Algemene Vergaderingen van het IOC wordt het Handvest echter ook vertaald in het Duits, Spaans, Russisch en Arabisch. Indien er zich op enig tijdstip een verschil in interpretatie tussen de versies voordoet, prevaleert de Franse tekst.  

## Reden van het Olympisch Handvest
Gedurende de geschiedenis van de Olympische Spelen heeft het Olympisch Handvest vaak de uitslag van een Olympisch geschil bepaald. Zoals beschreven in de introductie heeft het Olympisch Handvest drie hoofddoelen:
- vaststellen van de principes en waardes van Olympisme,
- dienen als IOC-wet,
- definiëren van de rechten en verplichtingen van de drie hoofdonderdelen van de Olympische Beweging: het Internationaal Olympisch Comité (IOC), de Internationale Federaties en de Nationale Olympische Comités, en het Organisatiecomité voor de Olympische Spelen.

## Hoofdcomponenten van het Olympisch Handvest
Met zijn 5 hoofdstukken en 61 artikelen, omschrijft het Olympisch handvest in detail verscheidene richtlijnen en regels. Dit artikel benadrukt en resumeert de zaken die als belangrijkst worden gezien voor het bestuderen van de Olympische Spelen, de Olympische Beweging en zijn 3 hoofdorganisaties: het Internationaal Olympisch Comité, de Internationale Federaties, en de Nationale Olympisch Comités.

### Hoofdstuk 1: De Olympische Beweging en haar optreden
Artikel 2: De missie van het IOC is het bevorderen van Olympisme over de wereld en het leiden van de Olympische Beweging. Dit omvat het handhaven van ethiek in sport, het stimuleren van participatie in sport, verzekeren dat de Olympische Spelen plaatsvinden volgens een regelmatig schema, het beschermen van de Olympische Beweging, en stimuleren en steunen van de ontwikkeling van sport.
Artikel 6: De Olympische Spelen zijn competities tussen atleten in individuele of teamevenementen.
Artikel 8: Het Olympisch symbool bestaat uit vijf in elkaar grijpende ringen die, van links naar rechts blauw, geel, zwart, groen, en rood zijn.

### Hoofdstuk 2: Het Internationaal Olympisch Comité (IOC)
Dit hoofdstuk omschrijft het lidmaatschap, de vergaderingen en het sturende leersysteem van het Internationaal Olympisch Comité.

### Hoofdstuk 3: De Internationale Federaties
Hoofdstuk 3 bespreekt de rol van de Internationale Federaties in de Olympische Beweging. Internationale Federaties zijn internationale niet-gouvernementele organisaties die sport op wereldniveau besturen en organisaties omvat die deze sporten op nationaal niveau besturen. Voor elke sport die deelneemt aan de Olympische Spelen, bestaat een Internationale Federatie. Deze Internationale Federaties zorgen voor het waarborgen dat hun sport wordt ontwikkeld in een manier die overeenkomt met het Olympisch Handvest en de Olympische geest. Met technische expertise in haar sport heeft een Internationale Federatie controle over toelatingsvoorwaarden voor competities alsmede over details over de plaats waar de atletische competities plaatsvinden.

### Hoofdstuk 4: De Nationale Olympische Comités (NOC's)
Artikel 28: De missie van de Nationale Olympische Comités is het ontwikkelen, bevorderen en beschermen van de Olympische Beweging in de respectievelijke landen. De rol van NOC's in elk land is het bevorderen van de Olympische geest, verzekeren van inachtneming van het Olympisch Handvest, en het stimuleren van ethiek en ontwikkeling van sport. Ze zijn belast met de vertegenwoordiging van hun landen tijdens de Spelen, bepalen de gaststad voor de Spelen, en werken samen met gouvernementele en niet-gouvernementele organen tijdens de Spelen.

### Hoofdstuk 5: De Olympische Spelen
Dit hoofdstuk gaat over de viering van de Olympische Spelen, de selectie van de gaststad, de toelatingscode voor deelneming aan de Spelen, de sporten die meedoen aan de Spelen, verslaggeving, publicaties, en propaganda toegestaan voor de Spelen.
Daarenboven behandelt Sectie 3 van dit hoofdstuk het protocol voor Olympische plechtigheden en evenementen, onder meer aangaande de Olympische vlag, vlam en openings- en sluitingseremonies.

## Het Olympisch Handvest in het nieuws
Het Olympisch Handvest is niet zomaar een vrijblijvende richtlijn voor de Olympische Spelen. Door de jaren heen heeft het gediend als leidraad voor de handelwijze van de Spelen. Hieronder staan een paar recente voorbeelden:
- 2 november 2005: actieve beleidsbeïnvloeding tegen Lord Moynihan in de verkiezing van de voorzitter van de Britse Olympische Associatie (BOA). Het Olympische Handvest roept op tot het achterwege laten van overheidsbemoeienis bij verkiezingen voor Olympische Associaties. Daarom wordt de zaak nagetrokken en als de Minister van Sport het Britse parlement heeft misleid, zal dit zeer waarschijnlijk een ontslagprocedure tot gevolg hebben.
- Mei 2004: Bernard Lagat werd een Amerikaans staatsburger 3 maanden voor hij in Athene liep en een zilveren medaille won in 2004. Hij won de medaille echter voor Kenia. Omdat Kenia duaal staatsburgerschap niet toestaat en het Olympisch Handvest van atleten vereist staatsburger te zijn van het land waarvoor zij strijden, werd hem zijn zilveren medaille ontnomen. Ook moet Lagat volgens het Handvest 3 jaar wachten voor hij voor de Verenigde Staten mag deelnemen.
- December 2004: er werd ontdekt dat Marion Jones, vijfvoudig medaillewinnares in atletiek tijdens de Olympische Spelen in Sydney in 2000, wellicht verschillende verboden steroïden en hormonen gebruikte. Omdat het Olympisch Handvest stelt dat geen enkele beslissing genomen tijdens de Olympische Spelen kan worden aangevochten na een periode van drie jaar na de sluitingsceremonie, kan Jones deze medailles niet verliezen behalve wanneer zij ze opgeeft.